# Emília-Romanha
A Emília-Romanha (em italiano Emilia-Romagna; em emiliano-romanholo Emégglia-Rumâgna) é uma região situada no Norte da Itália com quatro milhões de habitantes e 22 124 km², cuja capital é Bolonha. Limita-se ao norte com o Vêneto e Lombardia, a oeste com o Piemonte e a Ligúria, ao sul com a Toscana e com a República de São Marinho.
Esta região é composta da união de duas regiões históricas: a Emilia, que compreende as províncias de Placência, Parma, Régio da Emília, Módena, Ferrara e parte da província de Bolonha, com a capital, e a Romanha, com as restantes províncias de Ravena, Rimini, Forlì-Cesena e a parte oriental da província de Bolonha. A Romanha histórica compreende também territórios das Marcas, da Toscana e da República de San Marino.
A região também é famosa por abrigar alguns dos mais famosos produtores de carros e motocicletas de Itália entre os quais, Ferrari, Lamborghini, Pagani, Maserati e Ducati possuem fábricas nesta região, sendo que alguns deles contam com museus, lojas e cafés ligados à marca.

## Administração
Esta região é composta das seguintes províncias:
- Bolonha
- Ferrara
- Forlì-Cesena
- Módena
- Parma
- Placência
- Ravena
- Régio da Emília
- Rimini

## Demografia
Historicamente, a população desta região é bem distribuída, sendo notável a ausência de grandes regiões metropolitanas.
| Comuna          | População (2006 est.) |
| --------------- | --------------------- |
| Bolonha         | 374,425               |
| Módena          | 180,638               |
| Parma           | 177,069               |
| Régio da Emília | 167,013               |
| Ravena          | 149,084               |
| Rimini          | 138,060               |
| Ferrara         | 131,907               |
| Forlì           | 112,477               |
| Placência       | 99,340                |
| Cesena          | 93,857                |
| Ímola           | 66,340                |
| Carpi           | 64,517                |
| Faença          | 54,749                |